# Prodontria praelatella
Prodontria praelatella är en skalbaggsart som beskrevs av Thomas Broun 1909. Prodontria praelatella ingår i släktet Prodontria och familjen Melolonthidae. Inga underarter finns listade i Catalogue of Life.